# キリングループロジスティクス
キリングループロジスティクス株式会社は、東京都中野区に本社を置く、キリングループ各社向けの物流会社。キリンホールディングス株式会社の子会社である。

## 概要
1899年に原酉運送店として創業された老舗企業であり、1941年に原酉自動車運輸株式会社を設立、その後多くの運輸会社を合併しながら天沼運輸株式会社、天沼京浜運輸株式会社、キリン物流株式会社と頻繁に社名を変更しており、2014年にグループ飲料事業全般の物流機能を集約し、キリンビール子会社から親会社のキリン株式会社の子会社に移管されると同時に現在の社名に変更した。キリン株式会社は 2019年7月1日に親会社のキリンホールディングス株式会社に吸収合併され、解散。
キリングループの物流業務を担う企業として安全確保に注力しており、2017年7月31日にはパートナー企業に対する訪問型安全体感研修を開始するなど、取引の有無に関わりなく、物流業界全体の安全意識の向上を目指した安全体感研修に力を入れている。また、重量物である飲料を主として取り扱うため、ロボットスーツを導入して作業員の作業負荷低減を図る試みも進めている。

## 沿革
- 1899年（明治32年）- 原酉運送店創業。
- 1941年（昭和16年）- 原酉運送店を原酉自動車運輸株式会社へ改組。
- 1944年（昭和19年）- 有限会社興神組設立。
- 1953年（昭和28年）
  - 有限会社昭和運輸設立。
  - 興神組が興神運輸有限会社へ改組。
- 1956年（昭和31年）
  - 昭和運輸が昭和運輸株式会社へ改組。
  - 広陵運輸株式会社設立。
- 1957年（昭和32年）- 原酉自動車運輸を天沼運輸株式会社へ改組。
- 1958年（昭和33年）- 青葉運輸株式会社設立。
- 1959年（昭和34年）
  - 名麟運輸株式会社設立。
  - 筑紫運輸株式会社設立。
- 1961年（昭和36年）- 京浜麦酒運輸株式会社設立。
- 1968年（昭和43年）- 杉崎運輸株式会社を設立、洛陽陸運株式会社へ改組。
- 1970年（昭和45年）- 取手運輸株式会社設立。
- 1971年（昭和46年）- 天沼運輸が京浜麦酒運輸を合併し、天沼京浜運輸株式会社へ改組。
- 1972年（昭和47年）- 岡山麦酒運輸株式会社設立。
- 1979年（昭和54年）- 栃木麦酒運輸株式会社設立。
- 1995年（平成7年）- 天沼京浜運輸、昭和運輸、取手運輸、栃木麦酒運輸を合併し、キリン物流株式会社へ改組。
- 1996年（平成8年）- 筑紫運輸をキリン物流九州株式会社へ改組。
- 1997年（平成9年）- 岡山麦酒運輸、広陵運輸を合併し、キリン物流中国株式会社へ改組。
- 2000年（平成12年）- 青葉運輸、キリン物流、洛陽陸運、興神運輸、名麟運輸、キリン物流中国、キリン物流九州を統合・合併し、新生・キリン物流株式会社となる。
- 2014年（平成26年）- 麒麟麦酒、キリンビバレッジ、メルシャンの本社物流機能を集約し、キリングループロジスティクス株式会社に商号変更。同時に麒麟麦酒の子会社からキリン株式会社の子会社に変更。